# Erecula
Erecula is een geslacht van hooiwagens uit de familie Assamiidae.
De wetenschappelijke naam Erecula is voor het eerst geldig gepubliceerd door Roewer in 1935. 

## Soorten
Erecula omvat de volgende 7 soorten:
- Erecula cincta
- Erecula crassipes
- Erecula leleupi
- Erecula marmorata
- Erecula novemdentata
- Erecula pachypes
- Erecula septemdentata